# Барвице
Барвице (пољ. Barwice) град је и средиште истоимене општине у Пољској у западнопоморском војводству.

## Историја
Статус града добија 1286. године. Најстарији градски печат је из 1564. године и носи натпис Sigillum civitatis Berwoldie.
Током Седмогодишњег рата руске трупе су опустошиле градску архиву у оквиру градске куће, тако да су сви старији историјски документи изгубљени. У 17. веку емигранти из Француске изградили су фабрику дувана. Град је припао Пољској по заршетку Другог светског рата.

## Демографија
| 1980. | 1995. | 2000. | 2005. | 2012. |
| ----- | ----- | ----- | ----- | ----- |
| 3.300 | 4.012 | 3.864 | 3.864 | 3.839 |

## Привреда
У граду је развијена производња аутомобилских приколица, папира те прехрамбена индутрија.

## Спорт
Локални фудбалски тим је Błonie Barwice, основан 1952. године. Такмичи се у регионалним нижим лигама.

## Саобраћај
У граду се укрштају регионални путеви:
- 171 правац Чаплинек-Барвице-Боболице
- 172 правац Полчин Здрој-Барвице-Шчећинек

Кроз град пролази и железничка станица до Полчин Здроја.

## Знаменити људи
Ангелика Волер (рођена 1944), источнонемачка глумица.